# Fenilpropilaminopentan
(-)-1-Fenil-2-propilaminopentan ((-)-PPAP) je lek sa neobičnim profilom dejstva. On se u izvesnoj meri može grupisanti u familje stimulanata i antidepresiva, mada je njegov mehanizam dejstva veoma različit.
PPAP se klasifikuje kao pojačivač dejstva kateholamina i serotonina. On stimuliše propagaciju impulsa posredovanu oslobađanjem neurotransmitera dopamina, norepinefrina i serotonina u mozgu.